# Šafov
Šafov (německy Schaffa) je obec, jež se nachází v západní části okresu Znojmo v Jihomoravském kraji. Leží asi sedm kilometrů jihozápadně od Vranova nad Dyjí, v těsné blízkosti státní hranice s Rakouskem. Žije zde 139 obyvatel. Ve vsi je velká obdélníková náves, v jejíž nejvyšší části se nachází prostorný kostel svatého Bartoloměje. Vedle kostela stojí objekt fary.

## Název
Z nejstaršího zápisu (1323), který má německou podobu Schephow by se dalo usuzovat, že jméno vsi znělo zpočátku buď Ščěpov (od osobního jména Ščěp) nebo Čebov (od osobního jména Čeb). Jméno vesnice by v takovém případě označovalo podřízenost jmenované osobě. Podoba Šafov, poprvé doložená až z roku 1516, by pak vznikla zpětným počeštěním německé podoby jména. Pro období 1323–1516 však scházejí doklady, které by to potvrdily.

## Historie
Zdejší oblast byla zřejmě osídlena již v době raného středověku, jak napovídá nález slovanského žárového pohřebiště nedaleko hranic. První písemná zmínka o obci pochází z 28. září 1323, kdy je uvedena v soupisu statků přináležejících k vranovskému panství na směnné listině krále Jana Lucemburského. Majitelem panství a tím i obce se tak stal Jindřich z Lipé.
V období husitských válek byl Šafov husity vypálen a postihla jej i morová epidemie. V 1. polovině 16. století došlo k obnově a rozkvětu vesnice a roku 1540 byl Šafov císařem Ferdinandem I. povýšen na městečko. Spolu s městskými právy obdržel také znak, stříbrnou pečeť a právo pořádat trh. Tato práva potvrdili i pozdější habsburští panovníci. V roce 1647 městečko dobyli a zničili Švédové. Nejstarší zápisy ve zdejší farní kronice se vztahují k roku 1733. Roku 1899 byl v Šafově založen Sbor dobrovolných hasičů. Jedním ze zakládajících členů byl i Ludwig Kreisky, děd pozdějšího rakouského spolkového kancléře, Bruna Kreisky.
Vznik Československa rozvoji Šafova příliš neprospěl. Nastal odliv obyvatelstva a úpadek řemesel, což ještě zhoršila Velká hospodářská krize a poté i druhá světová válka. Stanice SNB měla být v roce 1947 přemístěna do Starého Petřína. ONV ve Znojmě tento návrh zamítl a trval z bezpečnostních důvodů na ponechání stanice SNB v Šafově.

## Židovská obec v Šafově
Židé do Šafově přišli po roce 1670. Jednalo se o 85 exulantských rodin z Dolních Rakous, živících se prodejem kožešin, sukna a plátna. Někteří si postavili své domy v tzv. Judenstraße, jiní přímo v obecní zástavbě. Dekretem Karla VI. se museli všichni židovští obyvatelé nastěhovat do jim přidělené části obce. Nařízením Marie Terezie z roku 1744 mělo dojít dokonce k jejich vystěhování, k čemuž nakonec díky intervenci u dvora nedošlo. Kolem roku 1780 si zdejší Židé vystavěli vlastní synagogu a v roce 1800 dokonce založili i svou školu, která v Šafově fungovala 83 let. Prvním učitelem se stal Leopold Lederer z Třebíče. Židovskou čtvrť postihl roku 1822 ničivý požár. Po konci druhé světové války nebyla již šafovská židovská obec obnovena.

## Obyvatelstvo
| Rok            | 1869  | 1880  | 1890  | 1900 | 1910 | 1921 | 1930 | 1950 | 1961 | 1970 | 1980 | 1991 | 2001 | 2011 | 2021 |
| -------------- | ----- | ----- | ----- | ---- | ---- | ---- | ---- | ---- | ---- | ---- | ---- | ---- | ---- | ---- | ---- |
| Počet obyvatel | 1 436 | 1 089 | 1 060 | 942  | 798  | 748  | 772  | 354  | 286  | 254  | 215  | 172  | 183  | 153  | 135  |
| Počet domů     | 241   | 236   | 257   | 244  | 239  | 219  | 214  | 124  | 71   | 67   | 65   | 81   | 86   | 85   | 70   |

## Obecní správa

### Obecní symboly
Znak obce je historický, vlajka byla obci udělena rozhodnutím předsedy Poslanecké sněmovny Parlamentu České republiky dne 14. prosince 2018.

## Doprava
Obec má poměrně dobré silniční spojení s okolím. Prochází jí silnice II. třídy č. 398 z Vranova do rakouské Lanavy (Langau) a několik dalších silnic III. třídy. Pod vsí se k silnici č. 398 připojuje silnice II. třídy č. 409 z Vratěnína. Stará silnice do rakouského Riegersburgu je dnes sjízdná pouze pro cyklisty. Dne 14. července 2014 bylo obnoveno silniční spojení (silnice III/39819) do Riegersburgu pro motorová vozidla do 3,5 t.

## Pamětihodnosti
- Kostel svatého Bartoloměje
- Židovský hřbitov
- Výklenková kaplička u židovského hřbitova
- Výklenková kaplička za obcí u silnice na Stálky
- Socha svatého Jana Nepomuckého

## Rodáci a osobnosti
- Ludwig Winder (1889–1946), český německy píšící spisovatel, novinář a literární kritik
- Vlastimil Vojtěch Protivínský (* 1969) moravský katolický kněz (narozen ve Znojmě)[13]

## Galerie

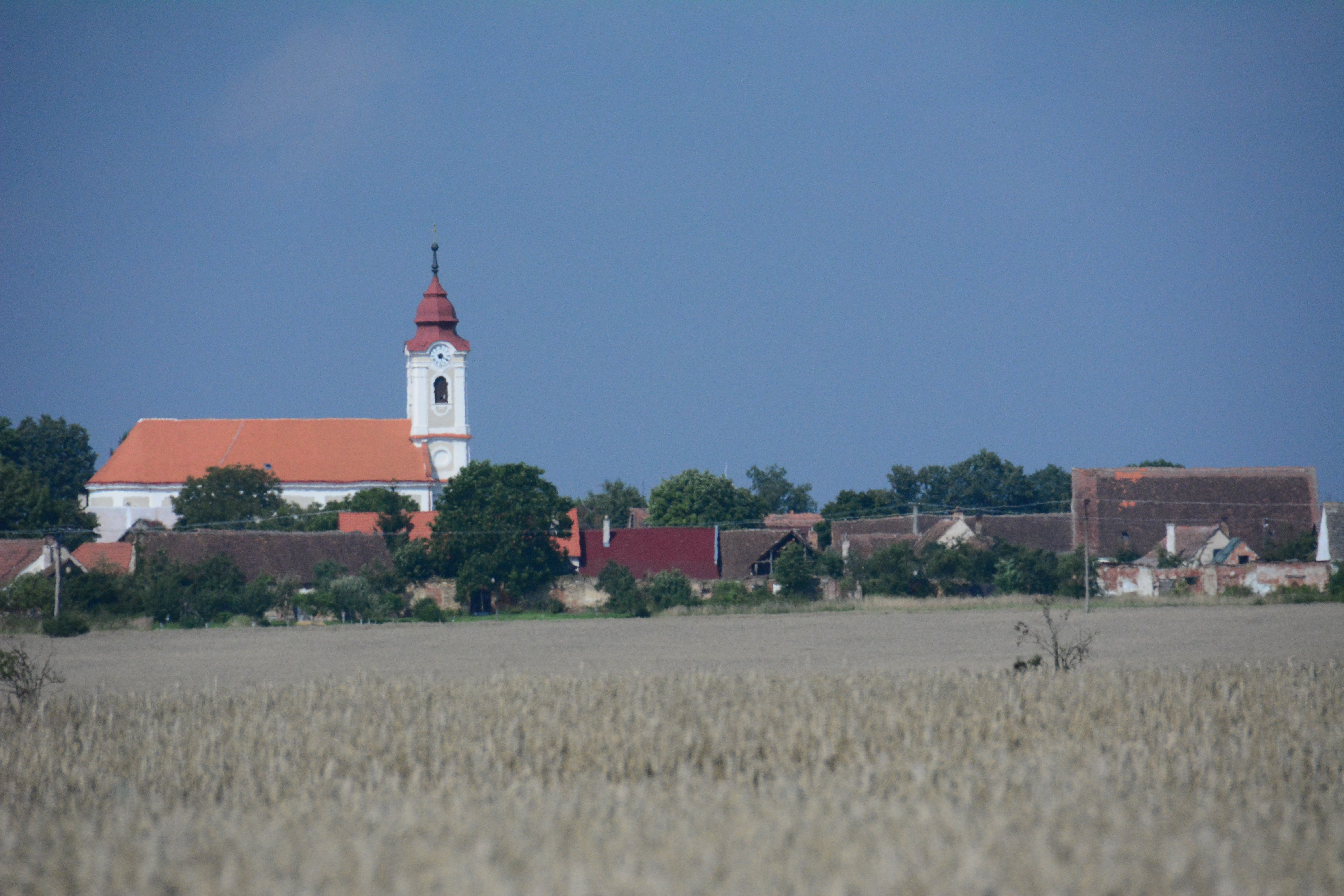
Pohled z dálky
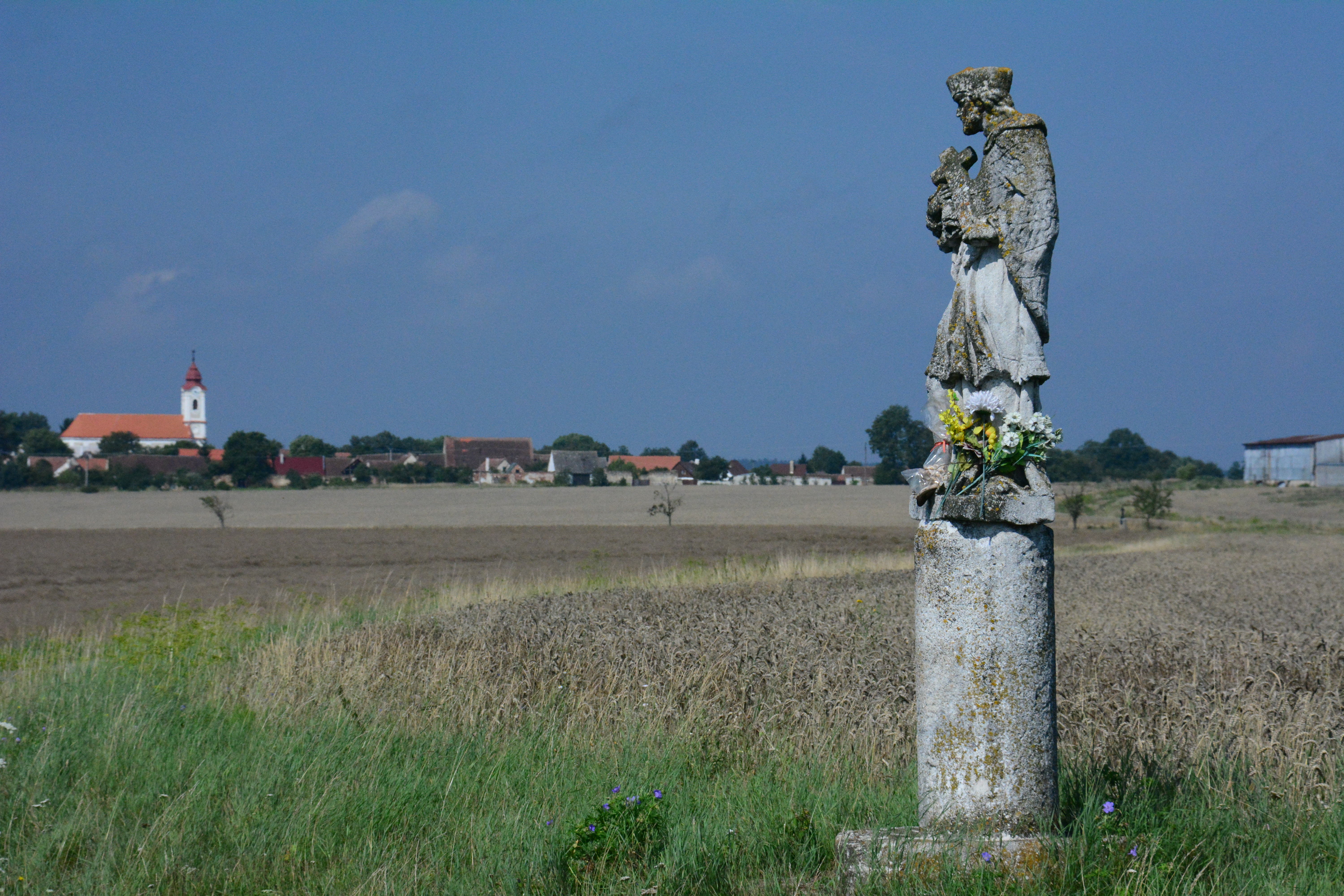
Socha sv. Jana Nepomuckého při silnici na Vranov nad Dyjí
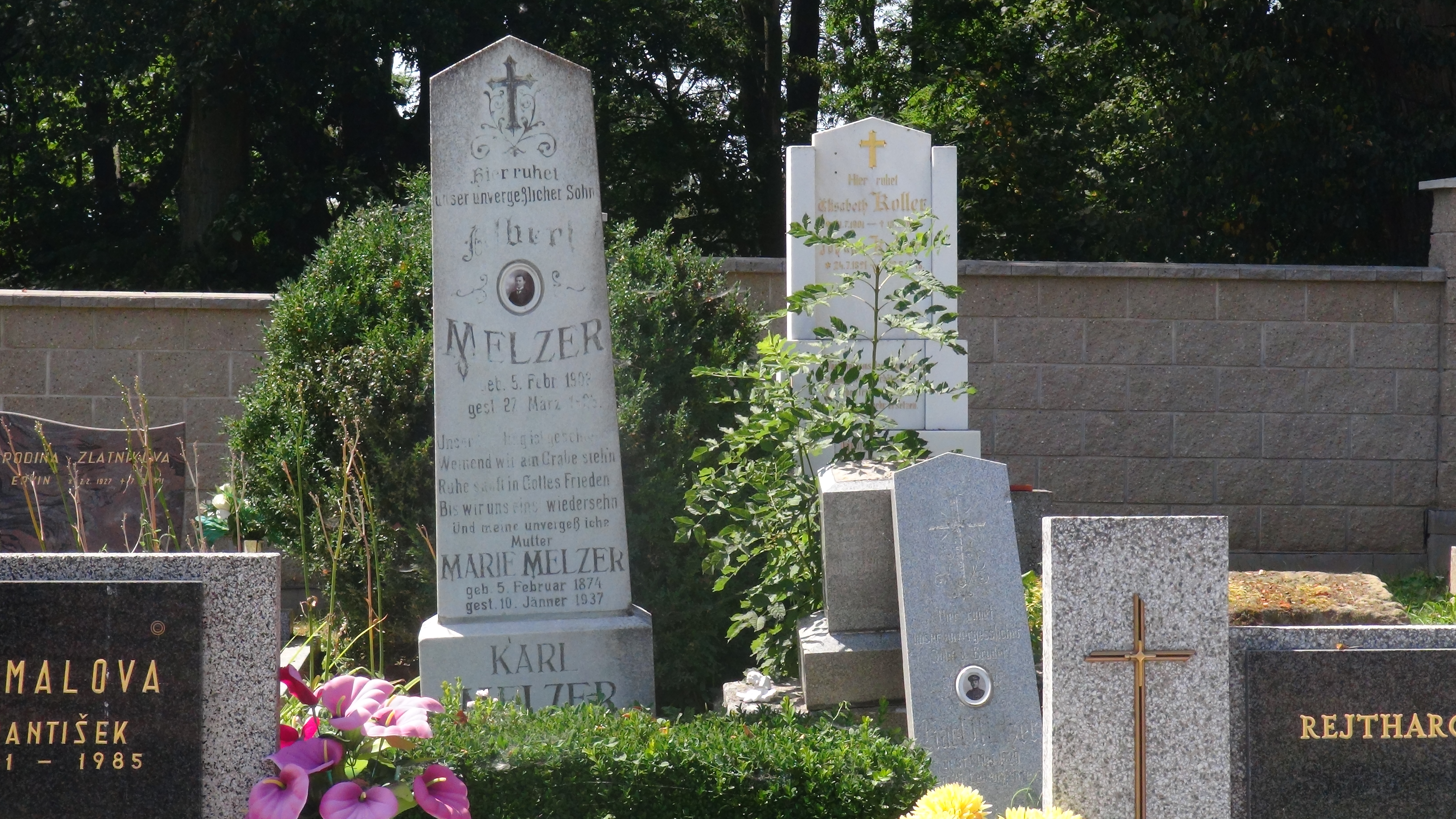
Katolický hřbitov
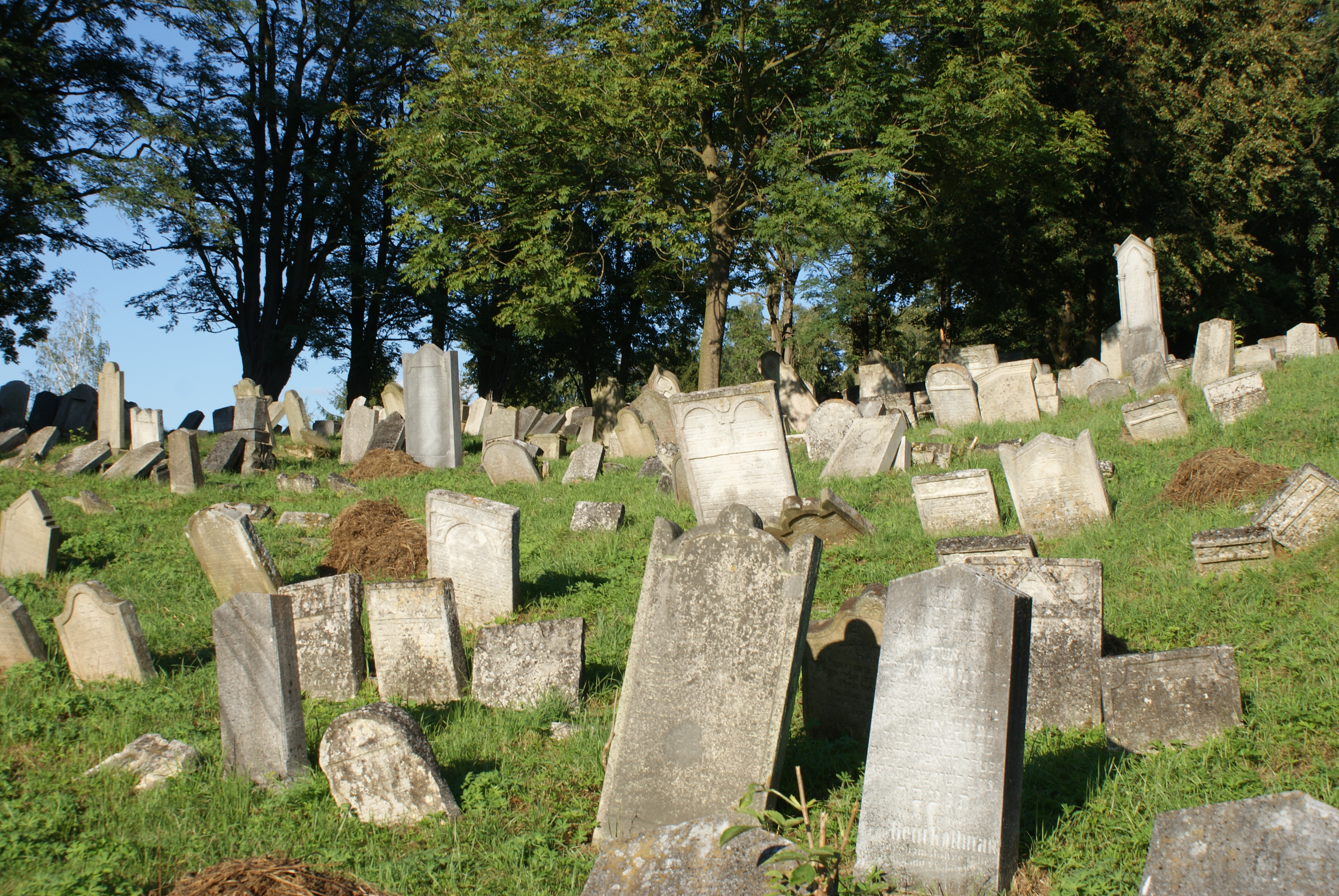
Židovský hřbitov